# Друзі бібліотек
Друзі бібліотек — це неприбуткові ініціативи або організації, створені для підтримки бібліотек у громадах. Групи «друзів бібліотек» складаються з волонтерів, мають статут і організаційну структуру та тісно співпрацюють з працівниками підопічної бібліотеки. Друзі бібліотек широко поширені у США, Великій Британії, Австралії, Франції, Південній Африці.
Діяльність Друзів бібліотек є різноманітною та включає захист інтересів бібліотек та користувачів, отримання підтримки з боку влади, поширення інформації про бібліотечні послуги. Деякі групи «друзів» створені насамперед для того, щоб збирати кошти для розвитку бібліотек, наприклад, з регулярних членських внесків або продаючи вживані книги. Поширеним є також агітація проти закриття бібліотек.
Групи «друзів бібліотек» як правило мають організаційну структуру та статут, а також включають членські внески. У США вони мають статус неприбуткових організацій, у Великій Британії — благодійних, у Франції — комунальних. Групи «друзів» створюються на місцевому рівні для підтримки конкретної бібліотеки та на національному рівні. Друзі бібліотек у США щорічно святкують Національний тиждень друзів бібліотек. Метою його відзначення є підвищення обізнаності про послуги бібліотек в громаді та сприяння членству у групах.
Деякі групи «друзів» створювались для сприяння відкриттю нових бібліотек. У Неаполі, штат Флорида, у 1957 році була створена група з метою побудови нової бібліотеки округу Коллієр. Друзі бібліотек африканських сіл (Friends of African Village Libraries) — неурядова організація, яка була створена для побудови бібліотек у віддалених африканських селах. В Австралії друзі бібліотек також мають групи «молодих друзів», перша була створена для бібліотеки Мурріндінді у штаті Вікторія в 1991 році.

## Історія
Друзі бібліотек у Великій Британії можуть простежити своє походження ще з часів Єлизаветинської епохи. У Франції перша група була заснована в 1913 році для підтримки Національної бібліотеки Франції. Перша група у Сполучених Штатах була заснована в 1922 році в Глен Еллін, штат Іллінойс з метою придбання книг для бібліотеки. Групи «друзів бібліотек» мали важливе значення для допомоги бібліотекам під час Великої депресії. На даний момент в США функціонує національна структура «Об'єднані бібліотеки США» (United for Libraries) в рамках Американської бібліотечної асоціації, яка складається з 5000 піклувальників, фондів та окремих членів, які представляють сотні тисяч прихильників бібліотеки.

## Благодійна допомога бібліотекам в Україні
В Україні діють низка ініціатив та фондів створених при бібліотеках, а також як окремі організації з метою допомоги бібліотекам та популяризації читання.
Благодійний фонд «Бібліотечна країна» був заснований в 2015 році. Метою роботи Фонду є розвиток бібліотек України та популяризація книг та читання. За 5 років діяльності фондом передано більше 30 тис. книг в понад 150 бібліотек України, реалізовані локальні проекти підтримки бібліотек в різних областях України.

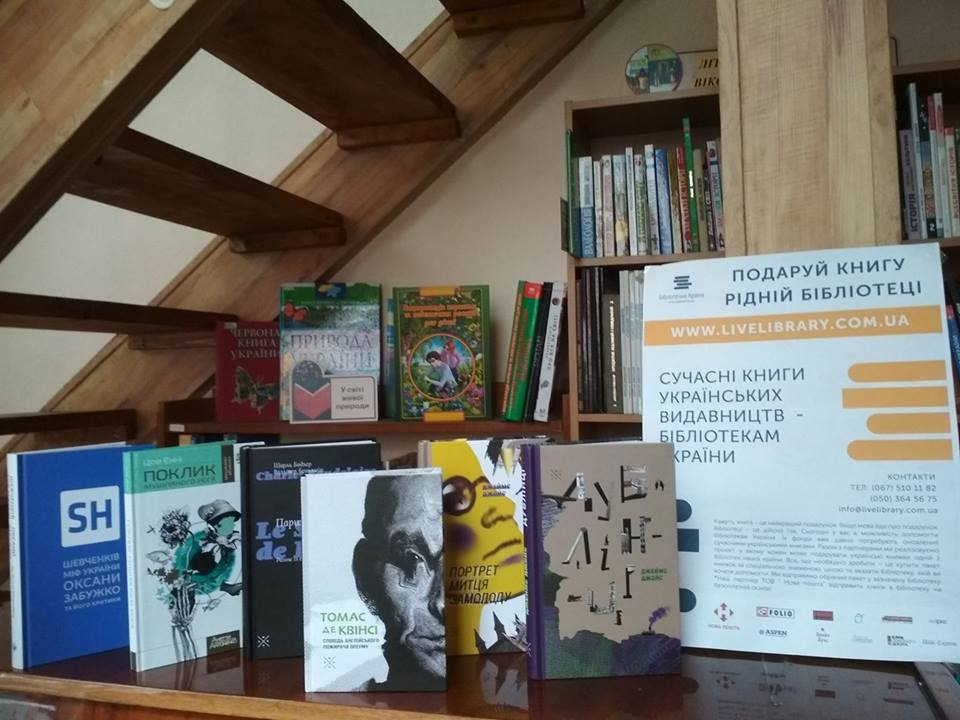
Акція "Подаруй книги рідній бібліотеці-БФ «Бібліотечна країна»

Благодійний фонд розвитку Національної бібліотеки України для дітей має на меті надання допомоги для сприяння законним інтересам Національної бібліотеки України для дітей.
Фундація Дарини Жолдак займається проектами з популяризації читання, розвитку української мови, культури та мистецтва. В тому числі Фундація реалізувала соціальний проєкт «Книжкобус» — мобільний хаб-бібліотека, що знайомить дітей та їх батьків з книжковими новинками, сучасними освітніми технологіями та робить читання легким та цікавим.
Проект ЛакіБукс видає науково-популярні книжки для підлітків та безкоштовно розповсюджує їх у бібліотеки.
Всеукраїнська ініціатива «Додай читання» — громадський  рух, що створює середовище для активізації дитячого читання та співтворчості дітей і дорослих.